# Berliner Singakademie
Die Berliner Singakademie gehört mit derzeit fast 90 aktiven Sängerinnen und Sängern zu den größten und bedeutendsten Laienchören Berlins. Sie steht künstlerisch und konzeptionell in der Tradition der 1791 gegründeten Sing-Akademie zu Berlin. Das Repertoire des Chores umfasst Werke der Renaissance und Barockzeit, Klassik, Romantik bis hin zur zeitgenössischen Chormusik des 20. und 21. Jahrhunderts (Neue Musik). Die sorgfältige Pflege des Repertoires und Uraufführungen neuer Werke gehören zu ihrem Programm. Im Mittelpunkt der Arbeit steht die Chorsinfonik, aber es werden auch regelmäßig reine A-cappella-Programme aufgeführt. Die Berliner Singakademie steht seit Mitte 1989 unter der Leitung von Achim Zimmermann. Sie besteht aus einem großen Chor, aus dessen Mitgliedern sich ein Kammerchor und eine Madrigalbesetzung rekrutieren.

## Geschichte

### Gründung

#### Kulturpolitische Hintergründe
Die Berliner Singakademie wurde 1963 in Ost-Berlin gegründet. Die Sing-Akademie zu Berlin, die im Westteil der Stadt ihren Sitz hatte, hatte durch den Bau der Berliner Mauer 1961 fast 100 im Osten der Stadt wohnende Mitglieder verloren. Sie konnte jedoch durch Mathieu Lange als Dirigent weiter geführt werden. Da in der DDR Kultur zur Staatsangelegenheit erhoben war, der sowohl innenpolitische („Kunst im Sozialismus ist Kunst für den Sozialismus“) wie auch außenpolitische Funktion zugesprochen wurde, erfuhr auch die Chormusik eine politische Dimension (Chor als gemeinschaftsbildend im Sinne des Sozialismus) zum Aufbau einer „deutschen sozialistischen Nationalkultur“ im Sinne des sozialistischen Realismus und in der Tradition von Bach, Beethoven, Händel, Mendelssohn Bartholdy, an die es in „richtiger Weise“ musikalisch anzuknüpfen galt. Es kam zu einer extremen Gründungszunahme von Laienensembles, die sich Massenorganisationen z. B. als Betriebsensemble anzuschließen hatten
Die Gründung von Singakademien erfolgte daher infolge einer allgemeinen Belebung künstlerischen Schaffens, sollte aber auch eine Art Gegenpol hinsichtlich ihrer künstlerischen Ausrichtung neben den Betriebsensembles bilden. Im Ostteil Berlins gab es neben den Berufschören (Rundfunkchor Berlin, Chor der Staatsoper Berlin und Chor der Komischen Oper Berlin) keinen Laienchor, der die Tradition der Chorsinfonik, insbesondere der religiösen Werke (abgesehen von Kirchenchören) pflegen und die Stadt repräsentieren konnte.

#### Weichenstellungen
Hans Pischner hatte zwischen 1954 und 1956 die Leitung der Hauptabteilung Musik im Ministerium für Kultur und von 1956 bis 1963 die Position als Stellvertreter des Ministeriums für Kultur inne. Aus dieser Position heraus war es möglich, die Gründung der Berliner Singakademie voranzutreiben. So fand 1962 eine Beratung „betreffs [der] Bildung einer Singakademie“ statt. Durch den Wechsel Pischners an die „Deutsche Staatsoper Berlin“ (heute „Staatsoper Unter den Linden“), deren Intendanz er von 1963 bis 1984 innehatte, konnte die Gründung auf eine finanzielle und logistische Basis durch Angliederung an den Chor der Staatsoper gestellt werden (Probenraum, Orchester für chorsinfonische Werken). Weiterhin konnte eine gemeinsame Traditionslinie zwischen Staatskapelle und Singakademie fortgesetzt werden. Als Künstlerischer Leiter wurde Helmut Koch bestellt, der sich intensiv für den Aufbau einer sozialistischen Musikkultur einsetzte und der in der Gründung der Berliner Singakademie die Möglichkeit sah, seine Ideale zu verwirklichen und eine Vorreiterrolle für die Gründung weiterer Singakademien zu schaffen. Die These, dass die Gründung der Berliner Singakademie auf das Bestreben des Zentralkomitees der SED zurückgeht, ist durch nichts zu belegen, zumal der Magistrat von Ost-Berlin dem Entstehen einer Singakademie eher ablehnend gegenüberstand.

#### Entstehung der Berliner Singakademie
Bei der Gründung der Berliner Singakademie wurde großer Wert auf die Leistungsfähigkeit des Chores gelegt. „Singakademien und philharmonische Chöre sind leistungsstarke Kollektive des künstlerischen Volksschaffens. […] Ihre Tätigkeit ist so zu sichern, dass eine kontinuierliche Entwicklung dieser Klangkörper dauerhaft gewährleistet ist.“ Daher mussten interessierte Sänger eine musikalische Aufnahmeprüfung bestehen sowie Stimmbildung und Unterricht in Musiktheorie und Musikgeschichte wahrnehmen. Neben der Aufnahme herausragender Laiensänger sollte die Einbindung ausgebildeter Berufssänger als Garant für ein musikalisch hohes Niveau dienen.
„Neugründung der Berliner Singakademie. Vor etwa 170 Jahren ist die später unter Zelter und Mendelssohn-Bartholdy berühmtgewordene Berliner Singakademie, die sich aus musikliebenden Laien zusammensetzte, gegründet worden. Im April 1963 wird diese traditionsreiche Chorvereinigung, an deren Tätigkeit einst auch Goethe regen Anteil genommen hatte, wieder ins Leben gerufen. Der Intendant der Deutschen Staatsoper, NPT [Nationalpreisträger] Hans Pischner hat als künstlerischen Leiter NPT Helmut Koch und als weiteren Dirigenten Staatspreisträger Heinrich Moser berufen. Neben A-cappella-Konzerten wird die Singakademie vor allem Oratorienaufführungen veranstalten. Sämtliche Mitglieder der Singakademie haben außerdem die Möglichkeit, in den Opernaufführungen der Deutschen Staatsoper mitzuwirken. Die Mitglieder der Singakademie erhalten eine kostenlose Ausbildung bzw. Weiterentwicklung auf gesanglichem, musiktheoretischem und musikhistorischem Gebiet. Anmeldungen zu richten an die Deutsche Staatsoper – Dramaturgie – […].“
Etwa 300 Interessenten folgten dem Aufruf, so dass der Auswahlprozess sehr lange dauerte und der offizielle Beginn der Probenarbeit erst Mitte September 1963 mit ca. 200 Sängern zwischen 25 und 30 Jahren zwei Mal wöchentlich erfolgen konnte. Die soziale Struktur spiegelte laut Pischner „alle Schichten und Berufe [wider], vornehmlich junge, aus der Arbeiterklasse kommende Intelligenz, Angestellte, Arbeiter, Studenten, Schüler und Angehörige der Volksarmee.“ Die feierliche Gründung der Berliner Singakademie erfolgte am 22. September 1963.
Das Presseecho war groß, im Ostteil der Stadt überschwänglich, im Westteil negativ. So wurde 1964 in der Welt am Sonntag kolportiert, die Gründung der Berliner Singakademie diene lediglich der „Kulturpropaganda für die SED“ und stelle eine existenzielle Bedrohung der Westberliner Sing-Akademie dar.

### Helmut Koch 1963 bis 1975
Bereits zu Beginn gab es durchaus zwar staatlich geforderte Auftritte des Chores, aber bereits hier überwogen selbst organisierte Konzerte. Seit 1966 gibt es darüber hinaus gemeinsame Konzerte mit dem „Berliner Sinfonie-Orchester“ (heute „Konzerthausorchester“) und dem „Kammerorchester Berlin“. Als bedeutende Dirigenten neben Koch und Moser wären Kurt Sanderling, Chefdirigent des Berliner Sinfonie-Orchesters, und Heinz Rögner, Dirigent der Staatskapelle, zu nennen. Des Weiteren arbeitete die Singakademie mehrmalig mit Peter Gülke und Peter Schreier zusammen und Otmar Suitner (ab 1964 Chefdirigent der Staatskapelle).
Die Repertoiregestaltung hing maßgeblich vom Anknüpfen an die Tradition der zelterschen Singakademie (Klassiker) sowie der Neuerschließung der Werke zeitgenössischen Chorschaffens ab, was in künstlerischer Hinsicht sowohl chorsinfonische Werke als auch A-cappella-Literatur einschloss. Im Zuge der Arbeiterfestspiele 1965 wurden zwei Werke in Auftrag gegeben: Ruth Zechlins Shakespeare-Sonette und Kurt Schwaens Shakespeare-Szene.

### Dietrich Knothe: 1975 bis 1989
Dietrich Knothe übernahm bereits im Februar des Jahres 1966 die Dirigentenstelle von Heinrich Moser und nach dem Tod Helmut Kochs 1975 neben der Leitung des Rundfunkchores auch die Direktorenstelle, die er bis 1989 innehatte. Da Knothe jahrelang ausschließlich mit professionellen Ensembles zusammengearbeitet hatte, gestaltete sich die Arbeit in der Berliner Singakademie zunächst sehr schwierig, da er mit gleicher Intensität und Strenge wie beim professionellen Rundfunkchor mit der Berliner Singakademie arbeitete. Damit die Singakademie diesen Forderungen gerecht werden konnte, wurden Werkeinführungen zu historischen und kompositorischen Spezifika angeboten und das Vorsingen beibehalten, das unter Knothe im zweijährigen Turnus wiederholt wurde, „um eventuelle Abnutzungserscheinungen feststellen und korrigieren zu können.“ Es erfolgte ein Rückgang der Mitgliederzahl, sodass für das Jahr 1972 nur noch 115 Mitglieder gezählt werden konnten.
Eine der größten Schwierigkeiten in der Ära Knothe war das Fehlen eines festen Trägers des Chores. Bei ihrer Gründung 1963 wurde die Berliner Singakademie der Staatsoper angegliedert, was bis 1970 beibehalten wurde. Von 1970 bis 1984 wurde der Chor dem „Berliner Haus für Kulturarbeit“ (BHfK) unterstellt, das dem Chor allerdings keine feste Zusammenarbeit mit einem Orchester zusichern konnte. Mit der Wiedereröffnung des Schauspielhauses am Gendarmenmarkt, dem heutigen Konzerthaus, im Jahre 1984 wechselte der Chor in dessen Trägerschaft. Hier finden bis heute die meisten Konzerte der Berliner Singakademie statt.

### Achim Zimmermann 1989 bis heute
Bereits 1988 stand Achim Zimmermann mit Dietrich Knothe in Kontakt, der ihn eingeladen hatte, die Aufführung von Händels Brockes-Passion am 31. März 1988 zu dirigieren. Im Zuge der Suche nach einem Nachfolger für Knothe wurde Achim Zimmermann nach einem Probedirigat des Mozart-Requiems 1989 von der großen Mehrheit des Chores und vom Kuratorium des Schauspielhauses zum neuen Direktor gewählt. Die Amtsübergabe von Knothe an Zimmermann fand am 29. August 1989 im Weber-Saal des Schauspielhauses statt. Am 19. November 2004 wurde Zimmermann anlässlich seines fünfzehnjährigen Dienstjubiläums zum Ehrenmitglied der Singakademie ernannt.
Da wenige Monate nach der Amtsübernahme die Mauer in Berlin fiel, oblag es Zimmermann die Aufgabe, den Chor in ein wiedervereintes Deutschland mit einer viel größeren Chorszene und einem gewachsenen Konkurrenzkampf zu führen. Bereits im Jahre 1991 gründete Zimmermann einen A-cappella-Chor aus Mitgliedern des Gesamtchores, um ein breiteres Repertoire adäquat aufführen zu können. Heute umfasst dieser Chor circa 40 Mitglieder, aus denen sich nochmals eine kleinere Madrigalbesetzung zusammensetzt, im Gegensatz zum großen Chor mit etwa 90 Sängern.
Zur Tradition der Singakademie seit 1791 gehörte es immer, neue zeitgenössische Werke aufzuführen. Diese Tradition setzt Achim Zimmermann fort. Er engagiert sich sehr für die Aufführung von Werken des 20. und 21. Jahrhunderts. Hier sind unter anderem Konzerte von Arthur Honeggers Le Roi David am 4. Oktober 1992, Une cantate de Noël am 11. Dezember 2005 sowie Jeanne d’Arc au bûcher am 28. April 2006 zu nennen. Des Weiteren gelangten Frank Martins In Terra Pax (10. Mai 1998), Heitor Villa-Lobos’ Choros No. 10 (8. Oktober 2000) sowie Alfred Schnittkes Requiem (19. Februar 2002) zur Aufführung und das Auftragswerk Medea in Korinthe von Georg Katzer (6. September 2002) nach einem Libretto von Christa Wolf und Gerhard Wolff.
Die Berliner Singakademie wird durch das Land Berlin institutionell gefördert. Über die Förderungswürdigkeit entscheidet der Senat jedes Jahr neu auf Empfehlung einer Chorjury, die sich durch Konzertbesuche bei den einzelnen Chören ein Bild von der jeweiligen Leistungsfähigkeit und der Programmgestaltung macht. Des Weiteren existiert ein Förderverein, der den Chor bei künstlerischen Projekten unterstützt.

## Konzertreisen
Nach der Wiedervereinigung Deutschlands ergaben sich für den Chor weitere Auftrittsmöglichkeiten. Neben Konzertreisen innerhalb Deutschlands reiste die Berliner Singakademie in zahlreiche europäische Länder, Frankreich, Spanien, Großbritannien, Italien, aber auch außereuropäische Staaten wie Brasilien, Israel, Japan, Südafrika und Südkorea.

## Kooperationen
Die Berliner Singakademie musiziert regelmäßig gemeinsam mit dem Konzerthausorchester Berlin und dem Orchester bzw. Kammerorchester der Komischen Oper sowie dem Kammerorchester Carl Philipp Emanuel Bach. Die Kammersymphonie Berlin und Concerto Brandenburg zählen ebenfalls zu den musikalischen Partnern. Engagements erfolgen auch durch das Rundfunk-Sinfonie-Orchester und die Berliner Philharmoniker. Regelmäßige A-cappella-Konzerte werden in Kooperation mit dem Stadtmuseum Berlin in der Nikolaikirche Berlin aufgeführt. Der Chor ist außerdem regelmäßig in den Städten des Landes Brandenburg zu Gast. Große Werke, die einen Chor von weitaus mehr als 100 Sängern benötigen, wie etwa die „grande messe“ von Hector Berlioz, das „Requiem“ von Giuseppe Verdi oder das „Polnische Requiem“ von Penderecki, werden in regelmäßigen Abständen als gemeinschaftliches Projekt mit dem Philharmonischen Chor Berlin veranstaltet.

## Nachwuchsförderung
Um den musikalischen Nachwuchs zu fördern schreibt der Chor alle zwei Jahre für den Bundeswettbewerb Gesang einen Spezialpreis aus. Die Preisträger erhalten einen Konzertauftritt mit dem Chor.